# جغرافيا الغذاء
جغرافية الغذاء هي حقل الجغرافية البشرية المهتمّة بالإنتاج وسلاسل التجهيز وإستهلاك الغذاء.

## التاريخ
الاختلافات المكانية في ممارسات الاستهلاك وإنتاج الأغذية كانت مشهورة آلاف السنوات. في الحقيقة، أفلاطون علّق على الطبيعة التدميرية للزراعة عندما أشار إلى تآكل التربة من سفوحِ الجبال التي تحيط أثينا. دراسة الغذاء لم تنحصر في انضباط وحيد، واسترعت انتباهاً لقدر ضخم مِن المصادرِ المتنوّعة.
ركّزَ الجغرافيون الحديثون أولياً على الغذاء كنشاط اقتصادي، خصوصاً من الناحية الجغرافية الزراعية. هو ما كان حتى فترة قريبة محور انتباه الجغرافيين إلى الغذاء عبر إحساس أوسع: "ظهور جغرافيةِ غذاء زراعية التي تريد فحص القضايا على طول شركات الأغذية أو ضمن أنظمة بند الغذاء المشتقة جزئياً، من تقوِية الاقتصاد السياسيِ الذي اقترب في الثمانينيات "(شتاء 2004).

## تداخل مناطق الدراسات
لأن الغذاء هو جسر بين العالمِ الطبيعيِ والاجتماعي، استرعى الانتباه من كلتا علوم الطبيعة وعلوم الاجتماعيات. تأتي البعض من البياناتِ العددية الأسبق حول إنتاجِ الأغذية مِنْ المصادرِ البيروقراطية التي ارتبطت بالحضارات القديمة لمصر القديمة والإمبراطورية الرومانية. التجّار كَانوا أيضاً مؤثرين في توثيق شبكات الغذاء.
توماس مالثوس بشكل مشهور صرّح بأنّ ناتج الغذاء يمكن أن يتوسّع فقط بشكل حسابي (في النسبةِ بامتدادِ الأرض الزراعيةِ) بينما السكان يمكن أن يَزِيدَ بشكل هندسي، يؤدي إلى 'الانفجار السكاني' أو كارثة مالثوسية. نظريته أعطت أيضاً عنصر مكاني عندما توقّع المجاعة الأيرلندية.
منذ الثورة الصناعية دراسة الغذاء تشكّلت على نحو متزايد، آخذة بعد مكانيَ واضح في أغلب الأحيان. عرض الغذاء كثيراً في الاقتصاد والزراعة التجريبية والاقتصاد السياسي وأدب السفرِ.

## إنتاج أغذية
إنتاج الأغذية كان العنصر الأول للغذاء لملاقاته اهتمامِ شاملِ من الجغرافيين.

## استهلاك مواد غذائية
الاختلاف الضخم في ممارساتِ الاستهلاك والحمية على الميزان العالميِ والإقليميِ أصبح بؤرةَ الجغرافيين والاقتصاديين مَع بشكل واسع توسّع سكانِ ونشروا مجاعات على نحو واسع الستّينيات. الاختلافات في الكمية السعرية للغذاء وتركيبِ الحمية خمّنا وخطّطا للعديد من البلدان من الستّينيات فصاعداً.

## شبكات كهربائية
الشبكات الكهربائية في الغذاء هي حقل جديد نسبياً في دراسة الغذاء. تم تأسيسه بدءاً بمالك الحزين ريتشارد لو بكتابه عوالم زراعية (Pergamon، 1993). منذ ذلك الحين ، أدب كبير ومُتزايد بسرعة geographies ظهر في العديد من المجلات الجغرافية البشرية.